# George Kohlrieser
George Kohlrieser nació en Estados Unidos y es psicólogo, autor, conferenciante y consultor. Es profesor de Liderazgo en el International Institute for Management Development  (IMD), escuela de negocios con sede en Lausana, Suiza. Es autor del libro Hostage at the Table: How Leaders Can Overcome Conflict, Influence Others and Raise Performance (2006) y coautor de Care to Dare: Unleashing Astonishing Performance through Secure Base Leadership (2012).

## Carrera
Kohlrieser nació el 26 de noviembre de 1944 en Wapakoneta, Ohio. Entró en un seminario católico con 13 años, donde permaneció ocho años. Se licenció en Psicología y Filosofía por la Universidad de Dayton, Ohio. Posteriormente obtuvo un doctorado en la Universidad Estatal de Ohio en 1988. Su tesis era sobre la recuperación cardiovascular de los agentes del orden después de situaciones de alto estrés. De 1968 a 1992 fue director del Shiloah Center for Human Growth en Dayton, Ohio. Este centro está especializado terapia individual, grupal y familiar. Al mismo tiempo trabajó como negociador de rehenes y psicólogo del Departamento de Policía de Dayton. Entre 1979 y 1989 presentó  programa de radio llamado "Los asuntos de la mente".
Desde 1998 es profesor de Liderazgo en el  International Institute for Management Development (IMD), una escuela de negocios sin ánimo de lucro en Lausana, Suiza. Es el creador y director de los programas Liderazgo de Alto Rendimiento y de Liderazgo Avanzado de Alto Rendimiento, destinados para altos dirigentes. También es Profesor Clínico Asociado de Psicología en la Universidad Estatal Wright, en Dayton, Ohio. Es miembro de la Junta Asesora del Instituto de Neuroleadership. Además, es miembro de la  Society of International Business Fellows (SIBF), y ha ocupado la presidencia de la Asociación de Análisis Transaccional Internacional (ITAA). Kohlrieser también fue presentador y moderador en el Foro Económico Mundial sobre Oriente Medio, que se celebró en Sharm el Sheikh, Egipto, en mayo de 2006, y pronunció un discurso de apertura en la Cumbre de Zermatt, Suiza.

## Reconocimientos
Su libro  Hostage at the Table: How Leaders Can Overcome Conflict, Influence Others and Raise Performance recibió el Premio al Mejor Libro de Negocios de 2007 de los Dirigeants Commerciaux de Francia, una asociación francesa de empresarios. También recibió el premio "Mejor libro de gestión 2008", otorgado por Managementbuch.de. Kohlrieser también recibió el Premio The BrandLaureate International Brand Personality en 2010 otorgado por Asia Pacific Brands Foundation (APBF)debido a su contribución en el campo de la comunicación de alto rendimiento.